# Soumaya
Soumaya ou Sumayyah ou Suemaya (en arabe : سمية) est un prénom féminin arabe signifiant « noble, élevée ».

## Martyr
Lors des persécutions que subirent les premiers musulmans à La Mecque, Sumayyah bint Khayyat est considérée comme la première femme martyr musulmane.

## Variantes
- Somaya
- Soumeya
- Soumia
- Soumiya
- Soumea
- Suemaya